# Жарко Микола Степанович
Микола Степанович Жарко (нар. 5 лютого 1947, Вашківці, Сокирянський район Чернівецька область, УРСР) — український музикант, диригент, музикознавець.

## Біографія
Навчався у музичній школі, закінчив Чернівецьке музичне училище, військово-диригентський факультет Московської державної консерваторії. Професійну службу розпочав на посаді військового диригента з'єднання на Уралі під Свердловськом у званні лейтенанта, де прослужив тринадцять років. потім десять — у Свердловську, згодом був переведений у Дніпропетровськ, а після закінчення з відзнакою аспірантури у Москві отримав право вибору місця подальшої служби: Москва, Ленінград, Мінськ. Привабила «синьоока краса» Білорусі. У Мінську очолив оркестр так званого «Белполку» і у 1989 році на Всесоюзному конкурсі у Москві колектив зайняв перше місце. Вітдак створив і очолив військово-оркестрову службу Внутрішніх військ МВС Білорусі, а згодом з полкового перетворився в зразково-показовий оркестр Внутрішніх військ. Вийшовши у запас, полковник М. С. Жарко працював у Білоруському державному університеті культури старшим викладачем, завідувачем кафедри духових інструментів.

## Відзнаки
Очолюваний М. С. Жарком оркестр у Свердловську тричі ставав у Москві лауреатом Всесоюзних конкурсів військових оркестрів. У Білорусі його колектив представляв республіку на міжнародних фестивалях поряд з військовими оркестрами Франції, Голландії, Англії, Іспанії, США. Пізніше, очолюваний ним, молодіжний студентський оркестр духових і ударних інструментів «Світоч» виступав на різних міжнародних фестивалях: на Україні, в місті Рівне, стали лауреатами, у 2007 році на фестивалі «Мінський калейдоскоп» теж здобули призове місце. У 2008 році оркестр гастролював у Франції, де М. С. Жарка удостоїли звання почесного громадянина міста Бічука.